# Грассе, Герберт
Герберт Грассе (нем. Herbert Grasse; 9 октября 1910 года, Берлин, Германия — 24 октября 1942 года, Берлин, Германия) — коммунист, антифашист, член движения Сопротивления во время Второй мировой войны, член организации «Красная капелла».

## Биография
Освоив профессию печатника в родном городе, Герберт Грассе вступил в Коммунистический союз молодёжи Германии и Коммунистическую партию Германии.
После прихода к власти нацистов в 1933 году участвовал в подпольном издании и распространении газеты Neuköllner Sturmfahne. В 1936 году был арестован и приговорен к двум с половиной годам лишения свободы. После освобождения в январе 1939 года восстановил контакты со своими друзьями, в том числе борцами Сопротивления из группы Вильгельма Щурман-Хостера.
Устроился на работу в типографию, где тайно печатал листовки. Через Джона Зига оказывал помощь в подготовке нелегальной газеты Die Innere Front («Внутренний фронт»), издававшейся членами организации «Красная капелла». Занимался распределением брошюр и листовок в различных группах сопротивления, для чего использовал личные контакты с сотрудниками различных военных предприятий в Берлине, например, с работниками AEG (завод по производству трансформаторов), Deutsche Waffen- und Munitionsfabrik (заводы по производству вооружения), Knorr-Bremse и Hasse & Wrede. Вместе с Ойгеном Нойтертом участвовал в организации саботажа среди иностранных рабочих, насильно вывезенных на работы в Германию.
Герберт Грассе был арестован гестапо 23 октября 1942 года. На следующий день по дороге на допрос в отделение гестапо в Берлине покончил жизнь самоубийством.